# Карбонилирование
Карбонилирование — химическая реакция введения карбонильных групп С=О путём взаимодействия с оксидом углерода. Для проведения этих реакций обычно применяется гомогенный катализ и повышенные давления (1. Лапидус).
Важность оксида углерода как строительного блока в крупнотоннажных производствах с экономической точки зрения определяется его доступностью (получение из природного газа) и дешевизной: углерод в оксиде углерода стоит в два раза дешевле, чем в этилене. С химической точки зрения важна значительная и многосторонняя реакционная способность оксида углерода, вызванная, в очень упрощённом понимании, промежуточным значением степени окисления атома углерода или наличием у него свободной пары электронов.
К реакциям карбонилирования также относят гидрокарбонилирование, окислительное и восстановительное карбонилирование. В гидрокарбонилирование входят гидроформилирование, гидрокарбоксилирование и подобные им реакции.

## Карбонилирование
В неорганической  химии карбонилирование металлов и их соединений приводит к карбонилам металлов.
Карбонил никеля образуется из мелкораздробленного никеля уже при 100° и атмосферном давлении:
Ni + 4 CO → Ni(CO)4
Для производства карбонила железа Fe(CO)5 необходимы температуры 150 −200° и давления до 20 МПа.
Карбонилы металлов широко применяются в промышленности для производства порошков металлов и в качестве катализаторов (Рыбин).
В органической  химии равновесие реакции карбонилирования насыщенных углеводородов
CH3- CH3 + CO ← CH3- CH2CHO
настолько сдвинуто влево, что для получения альдегида требуется давление в миллионы атмосфер.
А для карбонилирования ароматических углеводородов условия технически вполне приемлемы. Реакцию
CH3C6H5 + CO → p-CH3C6H4CHO
проводят в присутствии HF/BF3 в качестве катализатора при давлениях 1 −3 МПа и температурах −20 — 0°.
Карбонилирование метанола
CH3OH + СО → CH3COOH
— основной способ производства уксусной кислоты в настоящее время. Процесс проводится при 170—200°С и 3 МПа с гомогенным катализатором на основе родия и йода.
Оксид углерода в этом случае включается по связи С-О.
Если применить щелочной катализатор, включение происходит по связи О-Н и получается метилформиат:
CH3OH + СО → HCOOCH3
В биохимии  карбонилирование гемоглобина прекращает транспорт кислорода и является причиной отравления людей и животных оксидом углерода.

## Гидрокарбонилирование
Гидрокарбонилирование — реакции общего вида:
CH3CH=CH2 + CO + A-H → CH3CH2-CH2C(=O)A
где A-H представляют собой H-H (водород), HO-H (вода), CH3O-H (спирт), CH3COO-H (кислота), NH2-H (аммиак и амины) и другие соединения с «подвижным» водородом.
Если в качестве A-H выступает водород, то к двойной (или тройной) связи присоединяются: с одной стороны — атом водорода, с другой — формильная группа СНО:
CH3CH=CH2 + CO + H-Н → CH3CH2-CH2CHO              (1)
и происходит гидроформилирование.
Если в качестве A-H выступает вода, то к двойной (или тройной) связи присоединяются: с одной стороны — атом водорода, с другой — карбоксильная группа СООН:
    CH3CH=CH2 + CO + HO-Н → CH3CH2-CH2COOH            (2)
и имеет место гидрокарбоксилирование.
Если в качестве A-H выступает метиловый спирт, то к двойной (или тройной) связи присоединяются: с одной стороны — атом водорода, с другой карбометоксильная группа СООСН3:
CH3CH=CH2 + CO + СH3О-Н → CH3CH2-CH2COOCH3     (3)
и происходит гидрокарбометоксилирование.

### Гидроформилирование
Реакция гидроформилирования (оксосинтеза) была осуществлена O. Roelen в 1938 году. Это самая крупнотоннажная по объёму промышленного производства и наиболее изученная из реакций карбонилирования. На первом этапе катализатором гидроформилирования служили растворённые в реакционной смеси карбонилы кобальта, точнее гидрокарбонил HCo(CO)4. Реакция осуществлялась при 120—180° и 15 — 30 МПа (3. Лапидус).
В 1960-х годах было установлено, что карбонилы родия при гидроформилировании в 100 — 10 000 раз более каталитически активны (4,5. Имянитов, Imyanitov). В зависимости от положения в периодической системе элементов каталитическая активность карбонилов металлов изменяется следующим образом:
Модификация карбонилов родия фосфинами с образованием комплексов типа HRh(CO)2(PR3)2, где R — фенил, позволило снизить давления, необходимые для осуществления реакции, до 0.1 — 3 МПа, а температуры — до 20 — 120°(Evans); увеличился выход альдегидов с прямой цепью, упростилась технология рецикла катализатора.
В промышленности главным сырьём для гидроформилирования служит пропилен, из которого производят масляный альдегид (см. выше, уравнение 1). Его превращают в 2-этилгексанол, эфир которого с о-фталевой кислотой является основным пластификатором для поливинилхлорида. Гидроформилированием этилена получают пропионовый альдегид, который окисляют в пропионовую кислоту. Из высших олефинов (С10 — С15) производят соответствующие альдегиды, из них — спирты. Из высших спиртов получают поверхностно-активные вещества.
Общемировое производство продуктов гидроформилирования составляет многие миллионы тонн в год.

### Гидрокарбоксилирование и гидрокарбометоксилирование
Эти реакции (см. выше, уравнения 2 и 3) были впервые осуществлены W.Reppe в 1938—1945 годах. Первоначально в качестве катализатора применялся в основном карбонил никеля, затем карбонилы кобальта, комплексные соединения платины и палладия. Во всех случаях имеет место гомогенный катализ, применяются повышенные температуры и давления.
Особенно эффективной оказалась каталитическая система карбонилы кобальта + пиридин. Введение пиридина увеличивает скорость реакций и увеличивает выход продуктов с прямой цепью. Каталитический цикл здесь осуществляется гидрокарбонилом кобальта, а пиридин катализирует одну из стадий этого цикла. Иными словами, имеет место катализ катализа, «катализ второго уровня».
Применение каталитической системы карбонилы кобальта + пиридин позволило осуществить гидрокарбоксилирование и гидрокарбометоксилирование обеих двойных связей в диолефинах (7. Имянитов). Интенсивно разрабатывается технология производства адипиновой кислоты на основе гидрокарбометоксилирования бутадиена
CH2=CHCH=CH2 +2 CO + 2 СH3О-Н → CH3OOCCH2CH2CH2CH2СOOCH3
В отличие от большинства реакций карбонилирования, гидрокарбоксилирование и гидрокарбометоксилирование олефинов могут катализироваться также кислотами. При этом присоединение следует правилу Марковникова, и получаются исключительно разветвлённые продукты:
    CH3CH=CH2 + CO + HO-Н → (CH3)2CHCOOH
В качестве катализаторов применяются H2SO4, H3PO4, HF, BF3 и их комбинации.
Гидрокарбоксилирование с серной кислотой описано H.Koch (Германия) в 1955 году, гидрокарбометоксилирование — Я. Т. Эйдусом (СССР) в 1958 году.

## Окислительное карбонилирование
В отличие от карбонилирования насыщенных углеводородов в альдегиды (см. выше), при их окислительном карбонилировании в кислоты равновесие сдвинуто вправо.
CH3- CH3 + CO + ½ O2 → CH3- CH2COOH
Реакция осуществлена в присутствии гомогенного родиевого катализатора при 8 МПа и 95-150°.
Окислительное карбонилирование метанола
2 CH3OH + СО + ½ O2 → (CH3O)2CO + H2O
осуществляется при 120—160° и 2.5 — 3.5 МПа в присутствии CuCl в качестве катализатора. Этим способом диметилкарбонат производится в крупных размерах, в основном как малотоксичный аналог фосгена Cl2C=O для производства изоцианатов и поликарбонатов.

## Восстановительное карбонилирование
Здесь примером может служить превращение метанола в этанол
CH3OH + СО + 2H2 → CH3CH2OH + H2O
при котором промежуточным продуктом является ацетальдегид.
Вместо водорода в качестве восстановителя может выступать и оксид углерода:
C6H5NO2 + 3 CO → C6H5N=C=O + 2 CO2